# Guignicourt
Guignicourt korábbi község Franciaországban, Aisne megyében. Lakosainak száma 2211 fő (2018. január 1.). Guignicourt Amifontaine, Condé-sur-Suippe, Juvincourt-et-Damary, Menneville, Prouvais és Variscourt községekkel határos.
2019. január 1-jén Menneville korábbi községgel egyesült és az így létrejött Villeneuve-sur-Aisne új község része lett.

## Népesség
A település népességének változása:
| Lakosok száma | 2198 | 2193 | 2237 | 2205 | 2211 |
|               | 2013 | 2015 | 2016 | 2017 | 2018 |